# 寺社伝奏
寺社伝奏（じしゃでんそう）は、中世・近世の公家政権に設置された役職。社寺伝奏（しゃじでんそう）とも。特定寺社からの奏請を院・天皇へ取り次ぐ伝奏。

## 概要

### 鎌倉時代
「伝奏」という語は平安時代後期以後に成立しているが、役職としての成立は鎌倉時代の後嵯峨院政期である。伝奏は院や天皇に任じられ、関東申次管掌以外の全ての奏請を扱っていた。だが、寺社興行が盛んになった後伏見院政期以後、伝奏の職掌の細分化が進み、国家的に重要な地位を占める特定の寺社との間の取り次ぎを扱う伝奏が設置されるようになる。伊勢神宮の「神宮伝奏」、賀茂社の「賀茂伝奏」、延暦寺の「山門伝奏」、興福寺など奈良の寺院を統括する「南都伝奏」などが設置された。

### 南北朝・室町時代
南北朝時代に入ると、政務の実権が朝廷から幕府に移るようになると、依然として任免は院や天皇が行っていたものの、その職務は寺社からの奏請を受けて室町幕府及び将軍への取り次ぎを行う役に転じるようになる。これによって寺社伝奏は幕府役職としての要素を併せ持つことになる。これは一般民政を担当していた惣伝奏（そうでんそう）が関東申次に代わって設置された武家伝奏の職へと変化していくのと軌を一にしている。だが、応仁の乱後には室町幕府の政治力は衰微して寺社伝奏は再び院や天皇に取り次ぐ役に戻ることになる。

### 江戸時代
江戸時代に入ると、武家伝奏の監督下のもとで寺社から奏請を武家伝奏を経由して院・天皇、場合によっては江戸幕府に取り次ぐ役職になる。ただし、それまでの特定の重要な寺社に限定されず、中小の寺社や各宗派・教派からの奏請を受けるようになる。ただし、門跡が置かれた宗派（法相宗・天台宗・真言宗など）では門跡経由で奏請が行われ、中小の神社は吉田家もしくは白川家が取り次ぎを行った。更に江戸幕府の保護の厚い宗派（新義真言宗豊山派・臨済宗五山派・浄土宗・浄土真宗本願寺派など）の寺社伝奏は武家伝奏の兼任として行われていた。